# Maaret Westphely

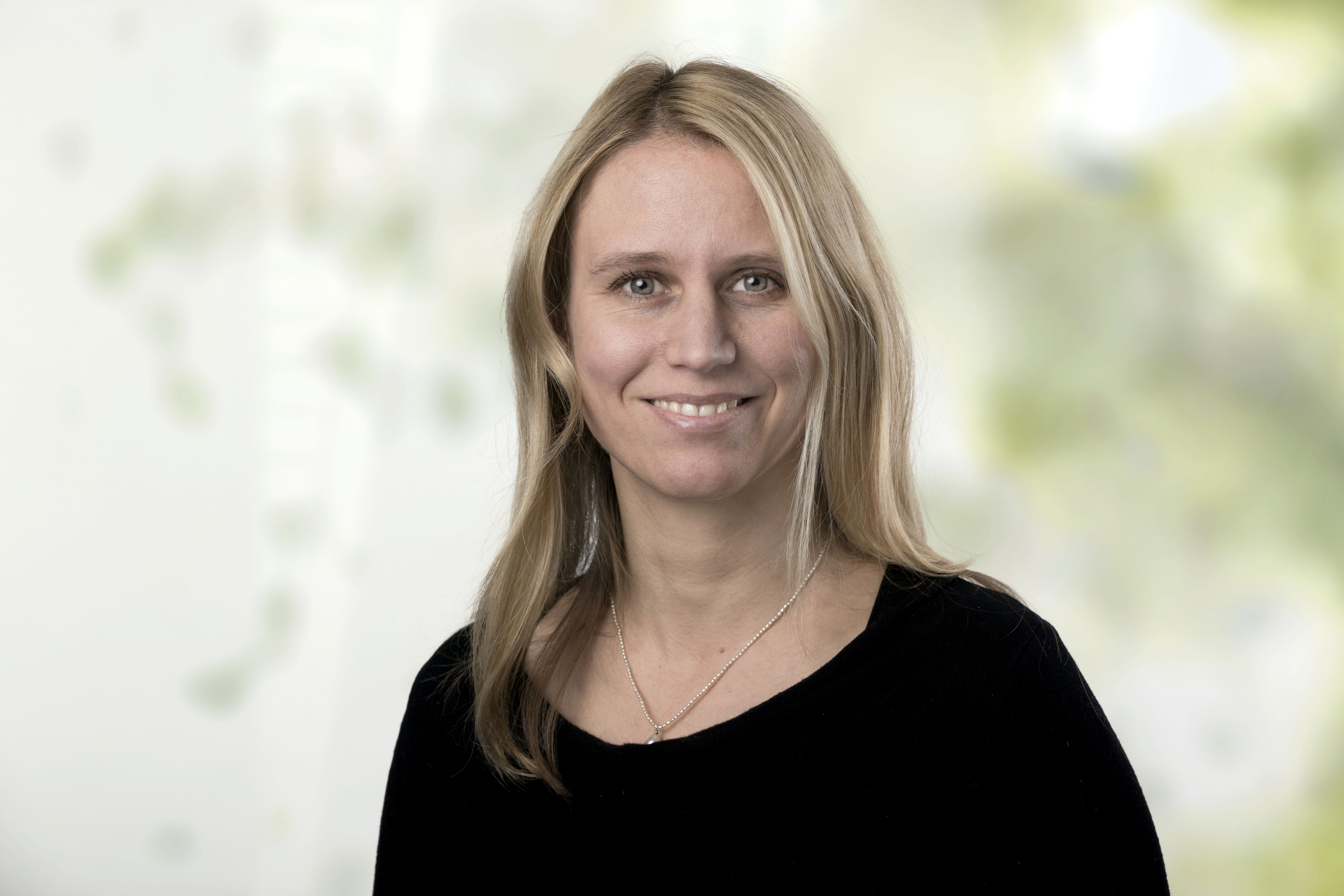
Maaret Westphely, 2015

Maaret Westphely (* 22. August 1974 in Hannover) ist eine deutsche Politikerin (Bündnis 90/Die Grünen). Von 2013 bis 2017 war sie Mitglied des Niedersächsischen Landtages.

## Ausbildung und Beruf
Nach dem Abitur 1994 an der Ricarda-Huch-Schule in Hannover studierte Maaret Westphely Geografie in Potsdam und Joensuu. Das Studium schloss sie 2003 mit einer Diplomarbeit über Bürgerbeteiligung in der Stadtentwicklung in Berlin-Friedrichshain ab. Von 2008 bis 2013 war sie Mitarbeiterin des grünen Landtagsabgeordneten Enno Hagenah.

## Politische Tätigkeit

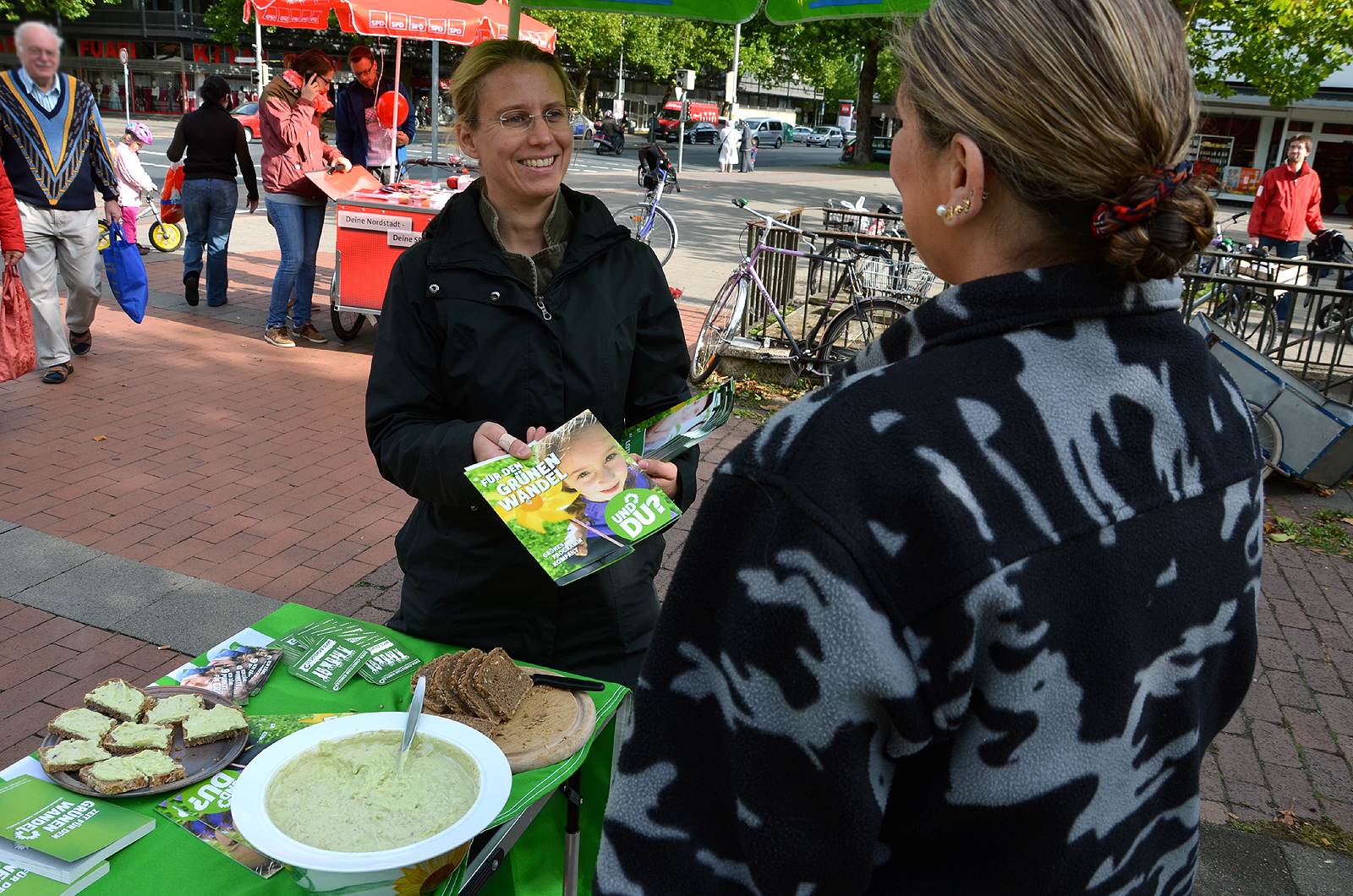
Maaret Westphely verteilt auf dem Klagesmarkt am Samstag vor der Bundestagswahl 2013 das Kurzprogramm vom Bündnis 90/Die Grünen

Maaret Westphely ist seit 2003 Mitglied der Grünen. Von 2006 bis 2013 war sie Mitglied des Stadtrates von Hannover.
Bei der Bundestagswahl 2009 trat Maaret Westphely im Bundestagswahlkreis Stadt Hannover II für die Grünen an, unterlag jedoch erwartungsgemäß gegen Edelgard Bulmahn (SPD).
Bei den Landtagswahlen 2013 und 2017 trat Maaret Westphely für die Grünen im Wahlkreis Hannover-Mitte an; das Direktmandat gewann jedoch der jeweilige SPD-Kandidat. Während sie 2013 über Platz 15 der Landesliste in den Landtag gelangte, reichte 2017 Platz 19 zunächst nicht aus. Als sie im Jahre 2021 für Susanne Menge in den Landtag hätte nachrücken können, verzichtete sie zugunsten von Hans-Joachim Janßen.

## Privates
Maaret Westphely hat sowohl die deutsche als auch die finnische Staatsangehörigkeit. Sie wohnt in Hannover-List, ist verheiratet und hat zwei Kinder.